# Takydromus
Takydromus é um género de répteis escamados pertencente à família Lacertidae.

## Espécies
- Takydromus amurensis
- Takydromus dorsalis
- Takydromus formosanus
- Takydromus hani
- Takydromus haughtonianus
- Takydromus hsuehshanensis
- Takydromus intermedius
- Takydromus khasiensis
- Takydromus kuehnei
- Takydromus sauteri
- Takydromus septentrionalis
- Takydromus sexlineatus
- Takydromus smaragdinus
- Takydromus stejnegeri
- Takydromus sylvaticus
- Takydromus tachydromoides
- Takydromus toyamai
- Takydromus wolteri